# Mademühlen
Mademühlen ist ein Ortsteil der Gemeinde Driedorf im Westerwald im mittelhessischen Lahn-Dill-Kreis.

## Geographische Lage
Mademühlen liegt im Landschaftsschutzgebiet Hessischer Westerwald und im europäischen Schutzgebietsnetz Natura 2000.
Am Oberlauf des Rehbachs, zwischen zwei Talsperren gelegen, verdankt der Ort seinen Namen einer Reihe von Mühlen, die es über die Jahrhunderte entlang des Oberlaufs des Rehbachs gab. Um 1800 wird es in einer Beschreibung als reiches Bauerndorf besonders erwähnt. Ein typisches Westerwald-Bauernhaus aus Mademühlen ist im Freilichtmuseum Hessenpark ausgestellt.

## Geschichte

### Ortsgeschichte
Mademühlen hatte von 1906 bis 1984 im Personenverkehr und im Güterverkehr direkten Bahnanschluss durch die Strecke Herborn–Montabaur (Westerwaldquerbahn), die aber mittlerweile stillgelegt und größtenteils demontiert ist. Auf dem alten Bahndamm verläuft mittlerweile zum Teil ein Radweg.
Hessische Gebietsreform (1970–1977)
Im Zuge der Gebietsreform in Hessen wurde am 1. Januar 1977 die bis dahin selbstständige Gemeinde Mademühlen durch das Gesetz zur Neugliederung des Dillkreises, der Landkreise Gießen und Wetzlar und der Stadt Gießen nach Driedorf eingemeindet. Für Madenmühlen wurde wie für die anderen ehemals eigenständigen Gemeinden ein Ortsbezirk mit Ortsbeirat und Ortsvorsteher eingerichtet.

### Verwaltungsgeschichte im Überblick
Die folgende Liste zeigt im Überblick die Herrschaftsgebiete und Staaten, in denen Mademühlen lag, bzw. die Verwaltungseinheiten, denen es unterstand:
- vor 1739: Heiliges Römisches Reich, Grafschaft/Fürstentum Nassau-Dillenburg, Amt Driedorf[6]
- ab 1739: Heiliges Römisches Reich, Fürstentum Nassau-Diez, Amt Driedorf
- 1806–1813: Großherzogtum Berg, Département Sieg, Arrondissement Dillenburg, Kanton Driedorf
- 1813–1815: Fürstentum Nassau-Oranien, Amt Driedorf
- ab 1816: Herzogtum Nassau[Anm. 1], Amt Herborn
- ab 1849: Herzogtum Nassau, Kreisamt Herborn[Anm. 2]
- ab 1854: Herzogtum Nassau, Amt Herborn
- ab 1867: Norddeutscher Bund[Anm. 3], Königreich Preußen, Provinz Hessen-Nassau, Regierungsbezirk Wiesbaden, Dillkreis[Anm. 4]
- ab 1871: Deutsches Reich, Königreich Preußen, Provinz Hessen-Nassau, Regierungsbezirk Wiesbaden, Dillkreis
- ab 1918: Deutsches Reich, Freistaat Preußen, Provinz Hessen-Nassau, Regierungsbezirk Wiesbaden, Dillkreis
- ab 1932: Deutsches Reich, Freistaat Preußen, Provinz Hessen-Nassau, Regierungsbezirk Wiesbaden, Landkreis Dillenburg
- ab 1933: Deutsches Reich, Freistaat Preußen, Provinz Hessen-Nassau, Regierungsbezirk Wiesbaden, Dillkreis
- ab 1944: Deutsches Reich, Freistaat Preußen, Provinz Nassau, Dillkreis
- ab 1945: Amerikanische Besatzungszone, Groß-Hessen, Regierungsbezirk Wiesbaden, Dillkreis
- ab 1946: Amerikanische Besatzungszone, Hessen, Regierungsbezirk Wiesbaden, Dillkreis
- ab 1949: Bundesrepublik Deutschland, Hessen, Regierungsbezirk Wiesbaden, Dillkreis
- ab 1968: Bundesrepublik Deutschland, Hessen, Regierungsbezirk Darmstadt, Dillkreis
- ab 1971: Bundesrepublik Deutschland, Hessen, Regierungsbezirk Darmstadt, Dillkreis
- ab 1977: Bundesrepublik Deutschland, Hessen, Regierungsbezirk Darmstadt, Lahn-Dill-Kreis, Gemeinde Driedorf[Anm. 5]
- ab 1981: Bundesrepublik Deutschland, Hessen, Regierungsbezirk Gießen, Lahn-Dill-Kreis, Gemeinde Driedorf

### Einwohnerentwicklung
| Mademühlen: Einwohnerzahlen von 1834 bis 2020 | Mademühlen: Einwohnerzahlen von 1834 bis 2020 | Mademühlen: Einwohnerzahlen von 1834 bis 2020 | Mademühlen: Einwohnerzahlen von 1834 bis 2020 | Mademühlen: Einwohnerzahlen von 1834 bis 2020 |
| --- | --------------------------------------------- | --------------------------------------------- | --------------------------------------------- | --------------------------------------------- |
| Jahr |                                               |                                               |                                               | Einwohner                                     |
| 1834 | 1834                                          |                                               | 446                                           | 446                                           |
| 1840 | 1840                                          |                                               | 444                                           | 444                                           |
| 1846 | 1846                                          |                                               | 442                                           | 442                                           |
| 1852 | 1852                                          |                                               | 458                                           | 458                                           |
| 1858 | 1858                                          |                                               | 434                                           | 434                                           |
| 1864 | 1864                                          |                                               | 461                                           | 461                                           |
| 1871 | 1871                                          |                                               | 435                                           | 435                                           |
| 1875 | 1875                                          |                                               | 420                                           | 420                                           |
| 1885 | 1885                                          |                                               | 421                                           | 421                                           |
| 1895 | 1895                                          |                                               | 388                                           | 388                                           |
| 1905 | 1905                                          |                                               | 347                                           | 347                                           |
| 1910 | 1910                                          |                                               | 382                                           | 382                                           |
| 1925 | 1925                                          |                                               | 420                                           | 420                                           |
| 1939 | 1939                                          |                                               | 438                                           | 438                                           |
| 1946 | 1946                                          |                                               | 591                                           | 591                                           |
| 1950 | 1950                                          |                                               | 598                                           | 598                                           |
| 1956 | 1956                                          |                                               | 609                                           | 609                                           |
| 1961 | 1961                                          |                                               | 598                                           | 598                                           |
| 1967 | 1967                                          |                                               | 692                                           | 692                                           |
| 1970 | 1970                                          |                                               | 686                                           | 686                                           |
| 1977 | 1977                                          |                                               | 690                                           | 690                                           |
| 1990 | 1990                                          |                                               | ?                                             | ?                                             |
| 2003 | 2003                                          |                                               | 921                                           | 921                                           |
| 2006 | 2006                                          |                                               | 935                                           | 935                                           |
| 2011 | 2011                                          |                                               | 894                                           | 894                                           |
| 2014 | 2014                                          |                                               | 866                                           | 866                                           |
| 2017 | 2017                                          |                                               | 876                                           | 876                                           |
| 2020 | 2020                                          |                                               | 885                                           | 885                                           |
| Datenquelle: Historisches Gemeindeverzeichnis für Hessen: Die Bevölkerung der Gemeinden 1834 bis 1967. Wiesbaden: Hessisches Statistisches Landesamt, 1968. Weitere Quellen: LAGIS; nach 1970: Gemeinde Driedorf; Zensus 2011 |                                               |                                               |                                               |                                               |

### Religionszugehörigkeit
| • 1885: | 415 evangelische (= 98,57 %), keine katholischen, 6 andere Christen (= 1,43 %) |
| • 1961: | 482 evangelische (= 80,60 %), 111 katholische (= 18,56 %) Einwohner            |

## Politik

### Ortsvorsteher
Nach den Kommunalwahlen in Hessen 2016 ist Susanne Stunz Ortsvorsteherin.

### Ortsbeirat
(Ergebnis der Wahl von März 2006)
- SPD: 3 Sitze
- CDU: 2 Sitze
- FWG: 2 Sitze

(Ergebnis der Wahl von März 2011)
- SPD: 4 Sitze
- FWG: 3 Sitze

(Ergebnis der Wahl von März 2016)
- SPD: 3 Sitze
- FWG: 2 Sitze

## Kultur und Sehenswürdigkeiten

### Heimatdichter
Adolf Weiß (1861–1938), Heimatdichter, dessen Denkmal sich auf dem Hahrehausen (Knotengebiet) befindet. Er erfand für den Westerwald-Verein den Gruß „Hui Wäller, allemol“. In Versen erklärt er, wie er dazu kam:
Das "Hui", das hat mich der Sturmwind gelehrt,
wenn wild über unsere Heiden er fährt,
und "Wäller" wir doch allemol sind,
wir trotzen dem Regen, dem Sturm und dem Wind.

### Bauwerke
Ortsbildprägend ist die am Rehbach gelegene Evangelische Kirche aus dem 11. Jahrhundert. Sie ist zugleich das älteste Gebäude der Gemeinde Driedorf. Ein Mademühlener Einhaus aus dem Jahre 1709 ist heute im Hessenpark bei Neu-Anspach aufgebaut.

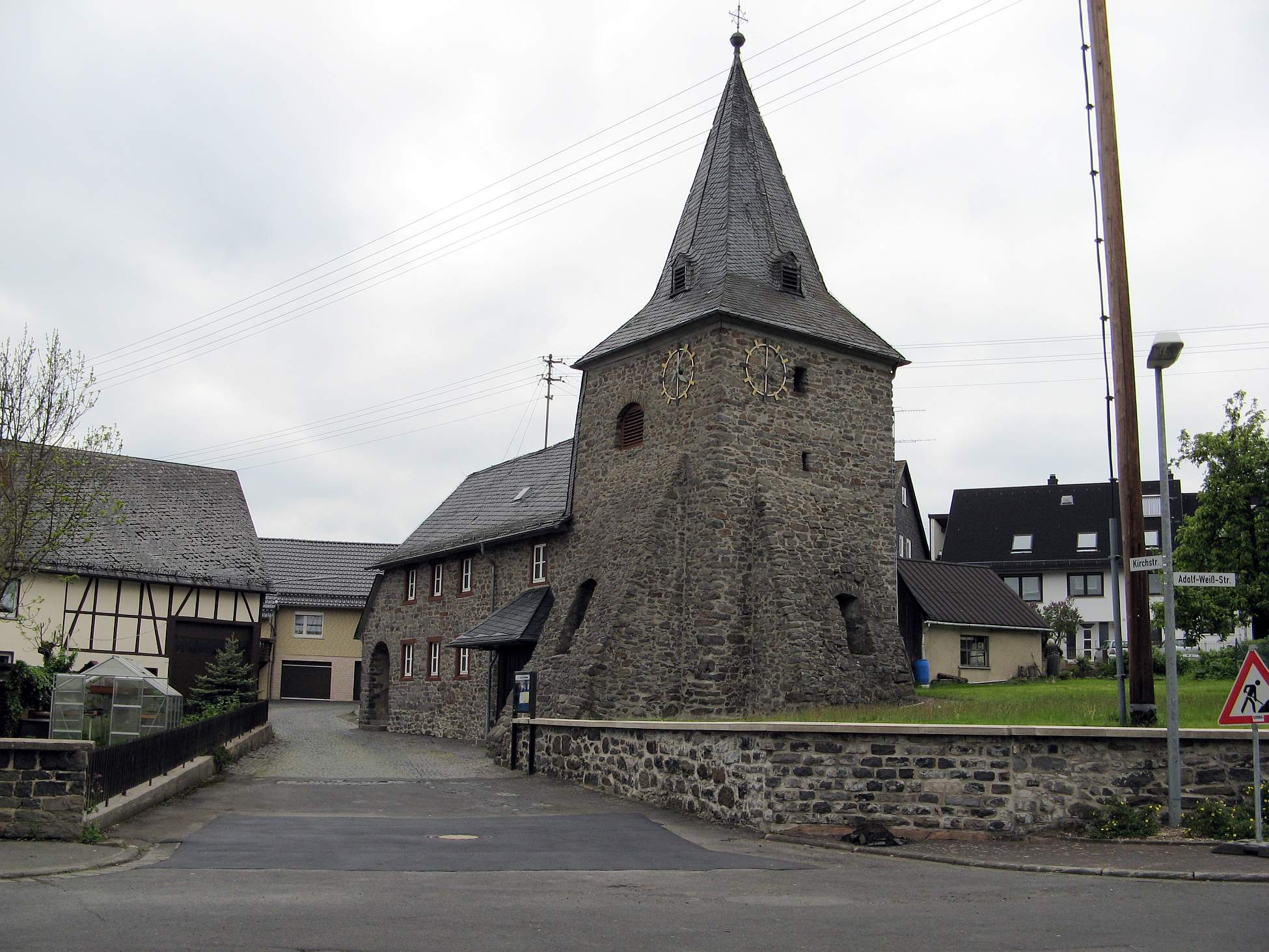
Evangelische Kirche
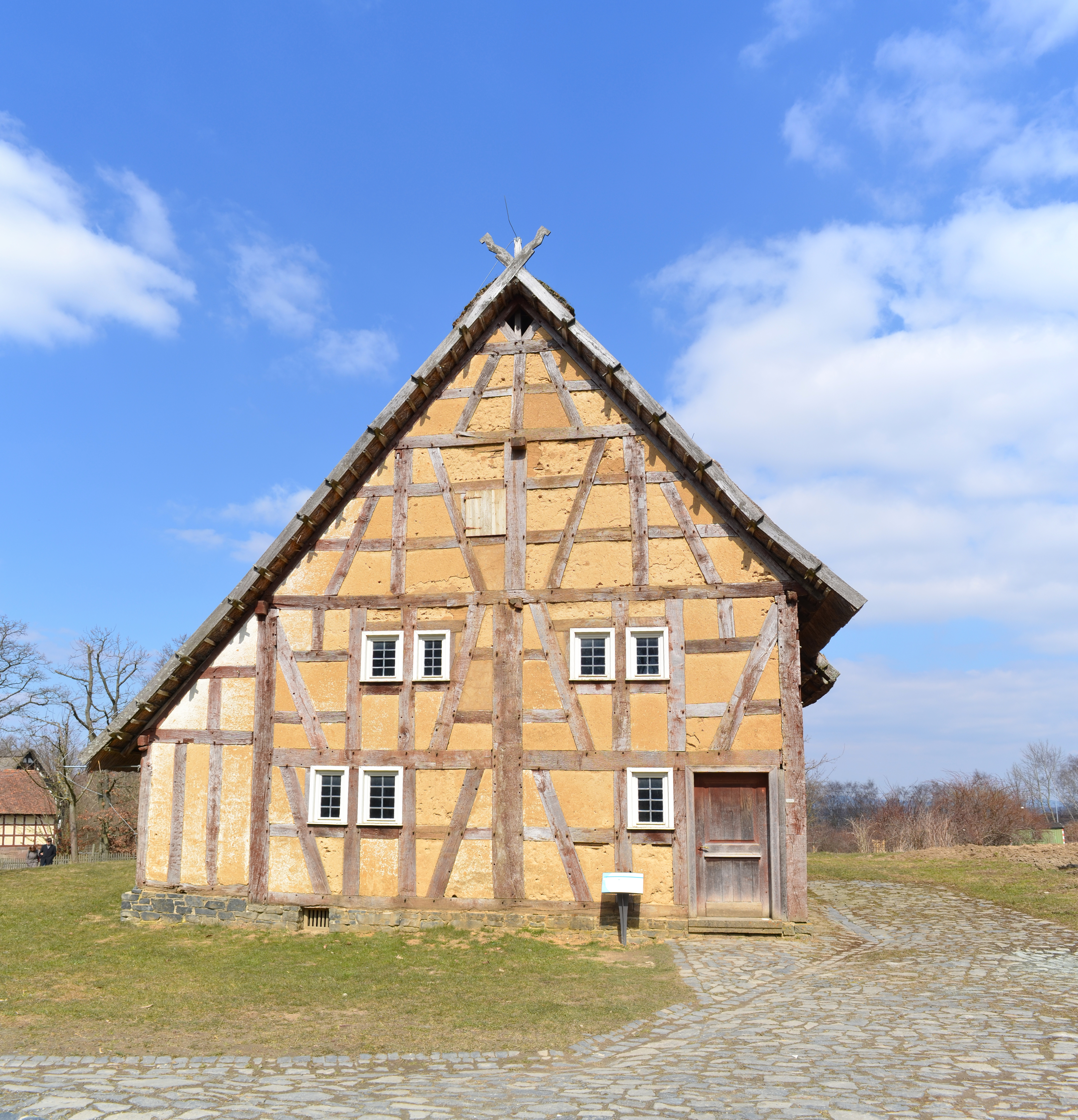
Einhaus aus Mademühlen im Hessenpark
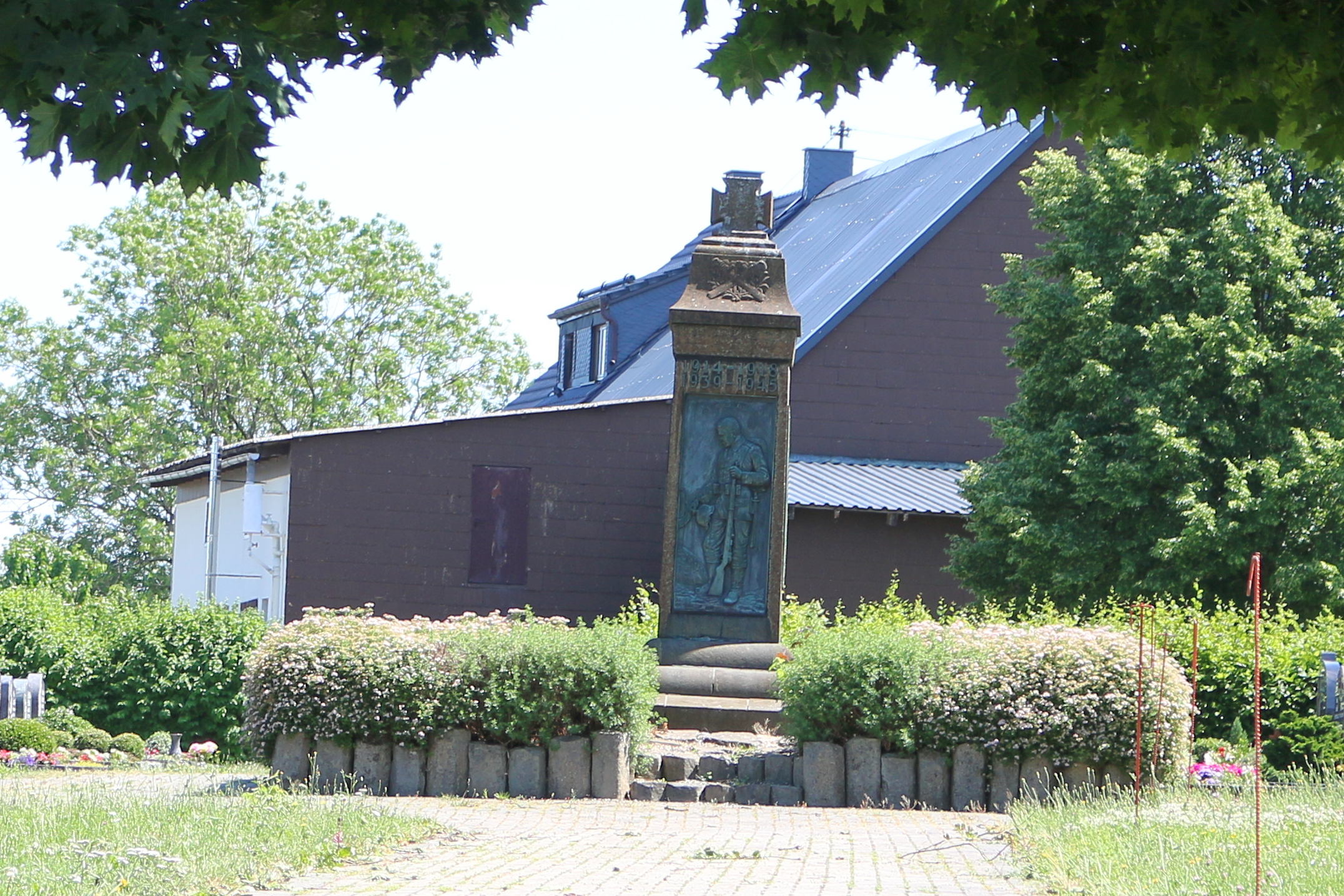
Ehrenmal für die Gefallenen der Weltkriege

## Wirtschaft und Infrastruktur

### Windenergie
Seit einigen Jahren wird der Westerwälder Wind für die Stromerzeugung genutzt. 6 der 17 Driedorfer Windenergieanlagen haben ihren Standort in Mademühlen. In den Ortsteilen Waldaubach, Hohenroth, Mademühlen und Münchhausen werden durch die Windenergie rund 13 Mio. Kilowattstunden Strom erzeugt und rechnerisch rund 40 % des gesamten Energiebedarfs der Gemeinde gedeckt.

### Krombachtalsperre
In der Gemarkung Mademühlen liegt auch das Naherholungsgebiet Krombachtalsperre.
Campingurlaub oder Ganzjahrescamping sind hier ebenso möglich wie Segeln, Surfen, Bootfahren und Schwimmen. Die Krombachtalsperre ist mit der „Blauen Linie“ (Bus mit Fahrradtransport) von Herborn erreichbar. Eine zweite Talsperre in der Nähe ist der Stausee Driedorf.

### Freizeitaktivitäten
Wandern auf der im Mai 2010 eröffneten Wäller-Tour "Greifenstein-Schleife" bietet sich in Mademühlen an. Die Greifenstein-Schleife ist eine Tour, welche zum Westerwaldsteig gehört.

## Verkehr
Es existierte ein Bahnhof an der Westerwaldquerbahn (Herborn-Bahnhof Rennerod-Westerburg-Wallmerod-Montabaur), diese wurde jedoch stillgelegt.